# Acidosasa chienouensis
Acidosasa chienouensis là một loài tre có nguồn gốc từ Trung Quốc. Nó có thể đạt chiều cao lên tới 5 mét (16 feet) và đường kính thân cây lên tới 2 cm (0,79 inch).